# Wilhelm Wachsmuth
Ernst Wilhelm Gottlieb Wachsmuth (28. december 1784 i Hildesheim – 23. januar 1866 i Leipzig) var en tysk historiker og oldtidsforsker.
Wachsmuth var en tid ansat som lærer i sprogene italiensk og engelsk ved universitetet i Halle an der Saale: Han blev i 1820 udnævnt til professor i klassiske og moderne sprog i Kiel og i historie i Leipzig i 1825.
Wachsmuth udgav mange skrifter, som behandler den nyere tids historie. Den mest betydningsfulde er Historische Darstellungen aus der Geschichte der neuern Zeit (1831-35). På den klassiske oldtidsforsknings område skaffede han sig et navn, specielt på grund af værket Hellenische Alterthumskunde aus dem Gesichtspunkte des Staats (fire bind, 1826-30; andet oplag 1844-46).